# あかいらか
あかいらかは、ワタナベエンターテインメント所属のお笑いコンビ。

## 概要
メンバーは埼玉県立熊谷高等学校の同級生。コンビ名は、高校の旧校舎の通称名「赤甍(あかいらか=赤い瓦)」に由来する。

ワタナベコメディスクール10期生。2009年4月結成、2013年10月解散。解散後は、長谷川はピンで、内田はピン芸人だったバッドナイス常田とコンビ『つねうち』（後に『バッドナイス』に改名）を結成して活動。

## メンバー
長谷川ヨシテル（はせがわ よしてる）
本名：長谷川嘉輝（読みは同じ、1986年11月21日（38歳） - ）。ボケ担当。立ち位置は右。
埼玉県熊谷市出身。A型。立教大学経済学部卒。
『芸人○○王【戦国時代編】』で、若手芸人一斉ペーパーテストをトップ通過し、本選では、松村邦洋、TIMのゴルゴ松本、はんにゃの金田哲、ブロードキャスト!!の房野史典、米粒写経の居島一平、おせちの谷村昌信を抑えて優勝した。
歴史エンタメ番組『TV・局中法度!』の放送作家を務める。
持っている資格は、中高地理歴史教員免許、歴史能力検定2級(日本史)、日本城郭検定2級。
元立教大学野球部であり、横浜DeNAベイスターズの小林太志投手、東北楽天ゴールデンイーグルスの戸村健次投手とはチームメイトだった。
内田英輔（うちだ えいすけ）
本名：同上（1987年3月28日（37歳） - ）。ツッコミ担当。立ち位置は左。
埼玉県行田市出身。B型。埼玉大学経済学部卒。
3人兄弟の末っ子。
小学生の頃から「かっこいいから」と言う理由で芸人になることを密かに心に決めていた。
カレー、カラオケ、THE YELLOW MONKEY、野球、ミュータント・タートルズ、犬が好き。
趣味はパチスロ。大学時代はスロプロとして生計を立てていた。
身長は160cmと自称。
若槻千夏に似ているとよく言われる。ブログのタイトルは、そこに由来している。

## 出演

### テレビ
- CATVネットワーク～すばらしき私の街～▽歴女必見！東海から歴史が動いた（NHK BSプレミアム） - 2012年10月27日
- 芸人○○王【戦国時代編】（毎日放送）長谷川のみ - 2012年3月24日
- 激論!どっちマニア（テレビ朝日）長谷川のみ - 2013年2月2日
- 芸人報道（日本テレビ）長谷川のみ - 2012年2月13日、2013年1月7日
- まもなく!芸人報道（日本テレビ）長谷川のみ - 2012年10月1日、2012年10月8日
- ハッピーMusic（日本テレビ） - 2012年9月14日
- サタネプ☆ベストテンSP「芸能人1000人が選んだ私のイチオシ芸人」(TBS) - 2012年9月1日
- カスペ!・マジか！？超金持ちお坊ちゃんお嬢さんvs超貧乏芸人衝撃の私生活どっちがスゴいか全部見せ合戦SP（フジテレビ）内田のみ - 2013年3月5日
- カスペ!・金持ち坊ちゃん×貧乏芸人のマジか！？な私生活を大告白SP（フジテレビ）内田のみ - 2013年7月16日
- ゲキレア珍百景（テレ朝チャンネル） - #6に出演
- TV・局中法度!（tvk、他）長谷川のみ - 第11回放送　歴史コント「弟子っ子芸人弁慶くん」ディレクター役、第21回放送　城熱大陸「石垣山城」穴太衆役

### ラジオ
- アポロン（TOKYO FM）長谷川のみ - 2013年7月11日

### その他
- TV・局中法度!（tvk、他　2012年10月 - ） - 長谷川が放送作家を担当
- ″武士野球″サムライベースボール（アマチュア硬式野球向けフリーマガジン） - 長谷川が連載「侍の野望～球児たちよ、歴史から学べ!～」を担当

※内田の「バッドナイス」での出演については、バッドナイス#出演の節を参照。